# 강원특별자치도원주교육지원청
강원특별자치도원주교육지원청(江原特別自治道原州敎育支援廳, Wonju Office of Education)은 대한민국 강원특별자치도 원주시를 관할하기 위해 강원특별자치도교육청 산하에 설치된 교육지원청이다.
교육장은 장학관으로 보한다.

## 산하기관

### 유치원
- 강릉원주대학교부속유치원
- 반곡별유치원
- 무실빛유치원
- 초등학교 병설유치원
- 사립 유치원

### 초등학교
| - 고산초등학교 - 관설초등학교 - 교동초등학교 - 교학초등학교 - 구곡초등학교 - 귀래초등학교 - 귀운분교 - 금대초등학교 - 남원주초등학교 - 단계초등학교 - 단관초등학교 - 단구초등학교 - 동화초등학교 | - 둔둔초등학교 - 만대초등학교 - 만종초등학교 - 매지초등학교 - 명륜초등학교 - 무실초등학교 - 문막초등학교 - 취병분교 - 반계초등학교 - 반곡초등학교 - 봉대초등학교 - 부론초등학교 - 북원초등학교 | - 비두초등학교 - 산현초등학교 - 서곡초등학교 - 서원주초등학교 - 소초초등학교 - 솔샘초등학교 - 신림초등학교 - 신평초등학교 - 섬강초등학교 - 우산초등학교 - 원주삼육초등학교 - 원주초등학교 - 일산초등학교 - 장양초등학교 | - 중앙초등학교 - 지정초등학교 - 치악초등학교 - 태봉초등학교 - 태장초등학교 - 평원초등학교 - 학성초등학교 - 호저초등학교 - 황둔초등학교 - 흥양초등학교 - 흥업초등학교 |

### 중학교
| - 귀래중학교 - 남원주중학교 - 단구중학교 - 문막중학교 - 반곡중학교 - 버들중학교 - 부론중학교 | - 북원중학교 - 상지여자중학교 - 신림중학교 - 원주대성중학교 - 원주삼육중학교 - 원주여자중학교 | - 원주중학교 - 육민관중학교 - 지정중학교 - 진광중학교 - 치악중학교 - 태장중학교 | - 평원중학교 - 학성중학교 - 호저중학교 - 황둔중학교 |